# Middelgrundsfortet
Middelgrundsfortet est une île artificielle du Danemark situé dans l'Øresund en face de Copenhague. Middelgrundsfortet est une île servant à assurer la défense de Copenhague, un fort y a été construit entre 1890 et 1984, mais il n'est plus utilisé depuis 1984 et depuis 2002 l'île n'est plus la propriété du ministère de la défense danois.
Deux organisations de Scoutisme, Det Danske Spejderkorps et KFUM-Spejderne i Danmark, ont acheté l'île en avril 2015 pour 20 millions de couronnes danoises avec de l'argent donné par Arnold Peter Møller et Nordea fondations. Les deux organisations scoutes danoises ont l'intention de développer l'île pour que tous les jeunes danois puissent l'utiliser, pas seulement les scouts. Ungdomsøen ("l'île de la jeunesse") a ouvert ses portes en août 2019.